# Сварник Іван Іванович (історик)
Іван Іванович Сварни́к (нар. 24 березня 1952, Луцьк) — український історик, громадський діяч, перекладач, фахівець у галузі спеціальних історичних дисциплін (архівознавства, геральдики, документознавства). Син Івана Сварника.

## Життєпис
Іван Сварник народився 24 березня 1952 року у Луцьку в родині вчителів і літераторів — Івана Сварника й Софії Скирти. 1957 року родина переїхала до Львова. 1969 року закінчив школу, у 1970—1973 роках навчався на історичному факультеті Львівського державного університету. У березні 1973 року виключений з III курсу університету через «вчинок негідний звання радянського студента» — участь у нелегальному студентському гуртку. Упродовж 1973—1975 років проходив військову службу у лавах ВМФ СРСР у Кронштадті. З 1975 року — працівник Центрального державного історичного архіву УРСР у Львові (нині ЦДІА України у Львові) — молодший і старший науковий співробітник, старший археограф, завідувач відділу давніх актів, заступник директора, старший науковий співробітник, завідувач сектору допоміжних історичних дисциплін. 1981 року закінчив Московський історико-архівний інститут. В архіві каталогізував документи давнього періоду, впорядкував і описав низку архівних фондів, брав участь у підготовці численних збірників документів і науково-довідкових видань архіву, організовував щорічні наукові семінари. Виховав кілька поколінь архівістів. З 2009 року директор обласної бібліотеки.

## Архівна справа
З весни 2005 року — активний учасник розкриття для громадськості т. зв. «львівської архівної справи»: учасник круглих столів, пресконференцій, автор низки звернень до посадових осіб з приводу масових крадіжок документів у архіві і спроб керівництва приховати чи применшити їх масштаб. З початку літа 2005 року зазнав переслідувань з боку архівного керівництва, зокрема звинувачень у «передачі архівних документів стороннім особам» і службового розслідування. Восени розпочав судовий процес проти архівного керівництва за несправедливі догани. 30 листопада 2005 року безпідставно звільнений з архіву, буцімто за «прогул». У травні 2006 року, після тривалого суду, поновлений на роботі. 1 листопада 2006 року, після фактичної ліквідації в архіві Кабінетів допоміжних історичних дисциплін, звільнився з архіву, протестуючи проти курсу архівного керівництва.

## Діяльність
Учасник і доповідач міжнародних наукових конференцій у Варшаві, Вінниці, Вроцлаві, Ґраці, Дніпропетровську, Запоріжжі, Єрусалимі, Києві, Кракові, Львові, Перемишлі, Яслі та інших містах. З 1995 року автор щотижневої програми Львівського ТБ «Історичні мандрівки по Львові», численних документальних фільмів («Буськ», «Замки Львівщини», «Берестечко», з 2002 року — цикл «Ключі від міста Лева» — ТБМ), радіопередач. Автор понад 200 наукових і науково-популярних праць з історії, джерелознавства, археографії, архівознавства, сфрагістики, геральдики, історичного краєзнавства та ін. Співавтор гербів Львова, Львівської обл., Березини, Брюховичів, Винників, Добромиля, Дублян, Кам'янки-Бузької, Косова та інших. Також перекладає на українську мову художні та історичні твори з чеської, польської, словацької, німецької, російської мов.
2000 р. як стипендіат фонду І. Коляски працював у архівах і бібліотеках Канади, читав лекції з української геральдики, генеалогії, архівознавства у Торонто, Оттаві, Едмонтоні, Калґарі.
Викладав історію України, архівознавство та інші предмети у Львівському університеті, Західноукраїнському колегіумі, Українському католицькому університеті. Голова Археографічної комісії НТШ, член-засновник і заступник голови (з 1990 року) Українського геральдичного товариства, протягом 1990—2000 рр. член ради Міжнародної Фундації «Кшижова» (Польща) з європейського порозуміння, з 2004 року віцепрезидент Товариства шанувальників Львова.

## Доробок
Спеціалізується на добі козаччини.

### Публікації
1. Листи зі Львова та їх автор Кушевич С. Листи зі Львова (переклад, прим.) // Жовтень. — Львів, 1980. — № 1—4.
2. Умови та способи зберігання підвісних і прикладних печаток // Архіви України. — 1980. — № 4.
3. Лем С. Катар. Роман. Переклад з пол. — Львів, 1982.
4. Вердум фон, Ульріх. Щоденник подорожі… 1670, 1671, 1672… через Королівство Польське. Передмова, переклад з пол., прим. // Жовтень. — 1983. — № 9—10.
5. Лясота Еріх зі Стеблева. Щоденник. Передмова, переклад з нім. (у співавт. з Г. Сварник), примітки // Жовтень. — 1984. — № 10.
6. Скарбниця нашої історії. До 200-річчя ЦДІА УРСР у Львові // Жовтень. — 1985. — № 1.
7. Таємниця Корецького замку // Жовтень. — 1984. — № 10.
8. Крман Д. Подорожній щоденник. Передмова, переклад зі слов., примітки // Жовтень. — 1988. — № 1—3.
9. Яворницький Д. Історія запорізьких козаків. Передмова, переклад з рос., примітки, покажчики. — Т. 1—3. — Львів. — 1990—1992.
10. Маловідомі сторінки з історії «золотого вересня» // Український археографічний щорічник. Нова серія. Вип. І. — Київ, 1992.
11. Герб Перемишля // Перемиські дзвони. — Перемишль. — 1994. — № 3. — С. 12—14.
12. Великомудрий гетьман. До 400-річчя від дня народження гетьмана Б. Хмельницького // Універсум. — Львів-Київ-Варшава-Нью-Йорк. — 1995. — № 1-2.
13. Історія України (у співавт. з В. Бараном, Я. Грицаком та ін.). — Львів, 1996.
14. Качмарчик Я. Гетьман Богдан Хмельницький. Переклад з пол. — Перемишль—Львів, 1996.
15. Богдан Януш, історик, консерватор доісторичних пам'яток Східної Галичини // Пам'ятки України. — Київ. — 1996. — № 3—4.
16. Акція «Вісла». Документи. Переклад з пол. — Львів, 1997.
17. Oświata ukraińska w Galicji Wschodniej przed 1939 r. // Rola mniejszości narodowych w kulturze i oświacie polskiej w latach 1700—1939. — Wrocław, 1997. — S. 337—342. (пол.)
18. Хмельниччина (Визвольна війна українського народу…) // Український альманах. — Варшава. — 1998. — С. 107—110.
19. В мурах середньовічного Львова // Львівщина. Історико-культурні та краєзнавчі нариси. — Львів, 1998. — С. 47—60.
20. Бадецький К., Полетило А., Прохаска А. // Українські архівісти. Вип. І. — Київ, 1999. — С. 27—29, 268—269, 278.
21. Документи з історії Городка XIV—XVII ст. // Галицька брама. — Львів, 1999. — № 3.
22. Печатки і герб міста Львова // Книга міст Галичини. — Львів, 1999. — С. 214—220.
23. Ukraine Archivist Ivan Svarnyk speaks on the Central State Historical Archives in L'viv // East European Genealogist. — Winnipeg, 2000. — V. 8, № 4. — P. 5—8. (англ.)
24. Центральний державний історичний архів України у Львові. Путівник (у співавт.). — Київ, 2001.
25. Українське державотворення. Акт 30 червня 1941. Збірник документів і матеріалів (у співавт.). — Львів, 2001.
26. Головна Руська Рада (1848—1851): протоколи засідань і книга кореспонденції. Упор. разом із У. Кришталович. — Львів, 2002.
27. Зубрицький Д. Хроніка міста Львова. Переклад з пол., прим. — Львів, 2002.
28. Герби міст України (у співавт. з А. Гречилом, Ю. Савчуком). — Київ, 2002.
29. Картографічні матеріали фонду генерала Й. -М. Вітошинського // Історичне картознавство України. Збірник наук. праць. — Львів, 2003. — С. 207—213.
30. Центральний державний історичний архів України, м. Львів. Путівник (у співавт.). — Львів-Перемишль, 2003.
31. Останній кошовий отаман Війська Запорізького низового // Універсум. — Львів, 2004. — № 1-2. — С. 37—41.
32. Символіка міст Галицької землі // До джерел. Збірник наук. праць на пошану Олега Купчинського. — Київ-Львів, 2004. — С. 594—608.
33. Kościół i parafia farna w Jaśle w świetle dokumentów lwowskich // Na świadectwo ducha religijnego. — Jasło, 2004. — S. 129—133. (пол.)
34. Мала фотоенциклопедія Січових Стрільців. — Львів, 2005.
35. Центральний державний історичний архів України у Львові // Архівні установи України. Довідник. — Т. 1. — К., 2005.
36. Відкритий лист у справі масового викрадення документів із ЦДІАЛ (у співавт.) // Львівська газета. — 2005. — 28 квітня.
37. Це є національна трагедія // Ратуша. — 2005. — 21 липня.
38. Скарби й убогість архіву // Просвіта. — 2005. — вересень-жовтень; листопад-грудень.
39. Зубрицький Д. Хроніка міста Львова. 2-е вид, виправлене і доповнене. — Львів, 2006.
40. Собори Львівської єпархії XVI—XVIII ст. — Львів / Документи і матеріали, 2006. — С. 1—386 (переклад з пол., лат.).
41. Ще зацвітуть рожі в городах органістини… / рец. на кн. Николович Я. Коли прокидається лицар. // Львівська газета. — 2006. — 17 жовтня.
42. Центральний державний історичний архів України у Львові // Наш Львів. Альманах. — Львів, 2006. — С. 82—84 (б. підп.).
43. 750-year-old Lviv suffers from neglect, and abuse, of its historic landmarks (interwue and foto by Z. Zawada) // The Ukrainian Weekly (Canada). — 2006, October 15. — Vol. LXXIV. — № 42.
44. Пограбована скарбниця, або особливості Львівського архіву // Просвіта. — 2006, груд. — Ч. 12 (299).
45. Заява // Львівська газета. — 2006. — № 29. — 2 листопада.
46. На моє місце прийдуть інші, але вони досягнуть рівня через десятки літ (розмову вела Т. Турчина) // Львівська газета. — 2006, 3-5 листоп. — № 30.
47. Авелід; Акти ґродські і земські; Анни св. Братство; Архіви; Балабана вулиця; Банківська вулиця; Барвінський Євген; Барвінських вулиця; Беринди вулиця; Війтовича вулиця; Вітовський Дмитро; Вороного вулиця; Гуменюк Євген // Енциклопедія Львова. — Л., 2007. — Т. 1. — С. 18, 51, 67, 114—116, 150, 174, 178, 179, 215, 382—383, 402, 430, 600.
48. На вулиці Краківський буде готель? Коментар для «Леополіса» // Леополіс. Безкоштовний додаток для львів'ян до газети «Високий замок». — 2007, 25 січ. — № 4 (18).
49. Архіваріус Валентина Сіверська // Дзвін. — Л., 2007. — Ч. 1. — С. 117—119.
50. «Золоті копальні» оцифрують (інтерв'ю А. Горуни) // Газета 24. — К., 2007. — 26 трав. — № 47. — С. 15.
51. Карт-бланш для вандала / Схоже, у Львові нагляд за будівництвом мають здійснювати не археологи, а прокурори (інтерв'ю М. Іваник та І. Грищук) // Львівська газета. — 2007. — 21 черв. — № 105 (175). — С. 1—2.
52. Галицький лицар (до 75-річчя від дня народження Ореста-Нестора Мацюка) // Львівська газета. — 2007. — 26 черв. — № 108 (178). — С. 4.
53. Пам'яті вченого й громадянина. До 75-ліття від дня народження Ореста-Нестора Мацюка // Ратуша. — 2007. — 28 черв. — 4 лип. — Ч. 21 (1338). — С. 17.
54. Митна випадковість: На українсько-польському кордоні вилучили стародруки. Антиквари вважають їх не особливо цінними. Але для статистики згодиться // Львівська газета. — 2007. — 12 лип. — № 118 (188). — С. 1. (інтерв'ю І. Гищук);
55. Блиск шабель над містом Лева (інтерв'ю М. Славинського) // Віче: журнал Верховної Ради України. — К., 2007. — лип. — № 13. — С. 68—70.
56. У пошуках забутих замків: До 75-річчя від дня народження Ореста Мацюка // Універсум. — Львів-Київ-Відень-Варшава-Париж-Нью-Йорк-Вінніпеґ, 2007. — № 7-8 (163—164). — С. 24—26.
57. [Рец.] Мар'яна Долинська. Історична топографія Львова XIV—XIX ст. Монографія. — Львів: Видавництво Національного університету «Львівська політехніка», 2006 // Український гуманітарний огляд. — К.: Критика, 2006. — Вип. 12. — С. 227—232.
58. У регионалов символика царственная, а у поры агрессивная (інтерв'ю Л. Марчук) // Комсомольская правда в Украине. — 2007. — 18 сент.
59. Вкрадена історія (інтерв'ю А. Горуни) // Газета 24. — 2007. — 6 груд. — № 207. — С. 13.
60. Коментар до ст.: Юрочко Б. Край нестріляних оленів: Міська рада Самбора змінила історичний герб міста // Газета по-львівськи. — 2007. — 6 груд. — № 1. — С. 5.
61. Грушевський М. Глинський Михайло Львович; Гонта; Запоріжжя і Запорізька Січ (Січа) (переклад з рос.) // Грушевський Михайло. Твори у 50 томах. — Львів, 2007. — Т. 8. — С. 338—341, 342—349.
62. [Рец.] Мар'яна Долинська. Історична топографія Львова XIV—XIX ст. Монографія. — Львів: Видавництво Національного університету «Львівська політехніка», 2006. — 356 с. // Вісник Львівського університету. Серія книгознавство, бібліотекознавство та інформаційні технології. — Л.: Львівський національний університет імені Івана Франка, 2007. — Вип. 2. — С. 248—251.
63. Лялька Я. Ольга Басараб та її доба / Літопис нескореної України, кн. 5. — Л.: Галицька видавнича спілка, 2007. — С. 67—1030 (переклад і археографічне опрацювання документів спільно з У. Кришталович).
64. Коментарі // Гусовський М. Пісня про зубра. Поема. На латинс. та українс. мовах / Переклад з латинс. А. Содомори. — Рівне, 2007. — 126 с.
65. Державні, земельні, міські й приватні символи в пам'ятках архітектури Львова // Знак. — 2007. — грудень. — Ч. 43. — С. 10—11.
66. [Рец.] Centralne Państwowe Archiwum Historyczne Ukrainy we Lwowie. Przewodnik po zasobie archiwalnym. — Warszawa, 2005 // Український археографічний щорічник. Нова серія. — Вип. 12. — К., 2007. — С. 792—799.
67. Бадецький Кароль Юзеф, Голубець Микола, Гроссман Ю. М., Крип'якевич І. П., Кришталович У. Р., Полетило Антоній, Прохаска Антоній // Українські архівісти (XIX—XX ст.): Біобібліогр. довідник. — К., 2007. — С. 37—38, 149—150, 169—170, 323—326, 501—502, 516—517.
68. Центральний державний історичний архів України у Львові // Наш Львів. Альманах, число 1. — Львів, 2007. — С. 82—84 (б. підп.).
69. Іван Сварник: Викраденими документами торгують у всьому світі (інтерв'ю Н. Дудко) // Ратуша. — 2008. — № 24-30. — січ. — № 3 (1366). — С. 17.
70. В'язанка спогадів на могилу Олега Романіва // Праці Наукового товариства ім. Шевченка. Матеріалознавство і механіка матеріалів / Збірник на пошану члена-кореспондента НАН України, почесного члена НТШ Олега Романіва. — Львів, 2008. — Т. XX. — С. 435—436.
71. Коновалець Євген, Крип'якевич Іван, Кубійович Володимир, Левицький Кость; Наукове товариство ім. Шевченка (НТШ); Організація Українських Націоналістів (ОУН); Просвіта; Шухевич Роман // Світова історія: XX століття. Енциклопедичний словник. — Львів: Літопис, 2008. — С. 432, 450—451, 459—460, 471—472, 556—557, 591—592, 666—667, 945.
72. Який ваш улюблений хліб? // Високий Замок, 2008, 16-17 серп. — № 151 (3800). — С. 2.
73. Історичний нарис // Архітектура Львова: Час і стилі. XIII—XXI ст. — Львів: Центр Європи, 2008. — С. 10—41.
74. Домбковський Пшемислав Роман; Жерела до істориї України-Руси // Енциклопедія Львова. — Львів: Літопис, 2008. — Т. 2. — С. 122—123, 315.
75. Нас визволили і нема на то ради (інтерв'ю О. Пахолко) // Інформатор: газета «Аґенції журналістських розслідувань». — К., 2008. — 16—22 вересня.
76. Туристам невідомий давній Львів (розмовляв В. Худицький) // Львівська газета. — 2008. — 23 жовт. — № 155. — С. 13.
77. Голубець Микола; Зубрицький Денис; Сфрагістика // Історія України: А-Я: енциклопедичний довідник / упорядк. та наук. редакція: І. Підкова, Р. Шуст, І. Гирич; НАН України, Інститут історії України. — Вид. 3-тє, доопрац. і доповн. — Київ: Генеза, 2008. — С. 262—263, 433—434, 1180—1181.
78. ЮНЕСКО. Кому — щит, а нам — фіговий листок (інтерв'ю Л. Федів) // Газета по-львівськи. — Л., 2008. — 4 груд. — № 49 (53). — С. 2.
79. [Рец.] Ярослав Дашкевич. Постаті: Нариси про діячів історії, політики, культури / 2-ге вид., випр. й доп. — Львів: Львівське відділення ІУАД ім. М. Грушевського НАН України / Літературна аґенція «Піраміда», 2007. — 808 с. // Вісник НТШ, 2008. — Ч. 40. — С. 52—53.
80. Галицька земля // Україна: литовська доба 1320—1569. — Київ: Балтія-Друк, 2008. — С. 75—96; Де шукати море у Львові? / Розповідь історика про зображення морських символів у місті записала Х. Нога // Високий замок. — 2008, 17 лип. — Леополіс. — С. 8.
81. Суб'єктивний Погляд (коментар до статті М. Греділя «Поділ поділеного?») // Суботня Пошта. — Л. — 2009. — 26 берез. — № 33 (171). — С. 7.
82. Мазох і львівська жаба (інтерв'ю А. Андрійчук) // Новий погляд. — Л. — 2009. — 3—9 квіт. — № 12 (122). — С. 5.
83. Статут територіальної громади міста Львова (у співавт.). — Львів, 2009.
84. Професорам // Форум. — Л., 2009. — № 1 (16). — С. 35—39.
85. Міщанські ґмерки в актах Львівського маґістрату XVI ст. // Вісник Львівського університету. Серія книгознавство, бібліотекознавство та інформаційні технології. — Вип. 3. — С. 268—277.
86. Під Львовом кам'яним — Львів дерев'яний // Леополіс: безкоштовний додаток для львів'ян від газети «Високий Замок». — Л., 2009. — 30 лип. — № 30 (152). — С. 3.
87. Подорожуючи минулим // Николович Я. Стрільбицькі князі. — Л.: Манускрипт, 2009. — С. 5—13.
88. Єпархіальний синод, що відбувся у Перемишлі дня 10 травня 1818 року (перекл. з латин.) // Николович Я. Стрільбицькі князі. — Л.: Манускрипт, 2009. — С. 145—159.
89. Місту Лева знову надали магдебурзьке право (інтерв'ю О. Читайло) // Високий Замок. — 2009. — 8 груд. — № 225.
90. Незавершена мандрівка по папірнях і замках; Бібліографія публікацій Ореста Мацюка (1956—1999) // Нескінченна подорож: Книга пам'яті Ореста Мацюка / Уклад.: Г. Сварник, І. Сварник, Б. Якимович. — Львів, 2009. — С. 7—25, 356—368.
91. Репатріація чи депортація. Переселення українців з Польщі до УРСР: Збірник документів. (переклад з пол.). — Львів: Каменяр, 2007. — 256 с.
92. Богдан Хмельницький у львівських документах // Богдан Хмельницький і Жовківщина. Збірник допов. і повід. науково-практ. конф. — Жовква, 2009. — С. 34—37.
93. Смак галицького масла (інтерв'ю О. Читайло) // Леополіс. Безкоштовний додаток для львів'ян від газети «Високий Замок». — Л., 2010. — 7 січ. — № 2 (175). — С. 3.
94. Слово про містечкову шляхту (рец. на кн.: Николович Я. Стрільбицькі князі. — Л.: «Манускрипт», 2009) // Львівська пошта. — 2010, 30 січ. — № 11 (896). — С. 13.
95. «Секонд-хенд» для… Президента (інтерв'ю М. Дрогобицької) // Інформатор: газета «Агенції журналістських розслідувань». — Л., 2010. — 25 лют. — 3 берез. — № 07 (76). — С. 23.
96. Як князі нашими селами керували… // Високий Замок. Самбірщина. — 2010, 25 лют. — С. 8.
97. Пам'ятаючи Дашкевича // Львівська Пошта. — 2010. — 6 берез. — № 26 (911). — С. 5.
98. Віднайдені «Гайдамаки» // Львівська Пошта. — 2010. — 11 берез. — № 27 (912). — С. 3.
99. Нова стара справа Табачника // Експрес. — 2010. — 25 берез. — С. 1—2. (інтерв'ю О. Піліщук).
100. Сповідь хоронителя духовної скарбниці Галичини (інтерв'ю О. Нагорного) // Міст. Український тижневик. — Торонто, 2010. — 27.05. — 02.06. — № 21. — C. 25.
101. Wizyta ministra Andrzeja Kunerta we Lwowie (tekst Jurij Smirnow) // Kurier Galicyjski. — Lwów, 2010, 15-28 czerw. — № 11 (фрагмент виступу про історичні уроки польсько-українських стосунків на Оссолінських зустрічах 26.04.2010).
102. У львівській бібліотеці відшукали 300-літній Києво-Печерський патерик (інтерв'ю С. Дигас, фото М. Маслюка) // Високий Замок. — Л., 2010. — 16-18 лип. — № 131 (4263). — С. 5.
103. Знайшлися руки на стародруки: понад 40 рукописних раритетів зникли з фондів Національного музею у Львові (інтерв'ю Г. Чоп) // Новий погляд. — Л., 2010. — 30 лип.—5 серп. — № 30 (191). — С. 3.
104. Крадіжка в музеї: у Львові зникли десятки стародруків [Архівовано 27 січня 2022 у Wayback Machine.] (06.08.2010, інтерв'ю Галини Стадник) //
105. Во львовском музее недосчитались 40 старинных книг и рукописей (07.08.2010, б/п) //
106. Не «перші совіти», а царська армія вперше «визволяла» Львів… // Високий Замок. — 2010. — 3—5 верес. — № 164. — С. 5.
107. Архе- чи архі- // Аметистовий жмуток казусів від вельми цікавих людей / Упоряд. Ю. Кох. — Кн. III. — Л.: Апріорі, 2010. — С. 280—287.
108. Карпинець Іван, Каштелян, Клейноди міські, Ковалишин Франц, Кривоніс Максим, Крип'якевич Іван // Енциклопедія Львова. — Л.: Літопис, 2010. — Т. 3. — С. 131—132, 173—174, 237, 296—297, 610, 620—621.
109. Унікальна знахідка (інтерв'ю Ю. Славінської) // Експрес. — 2010. — 24—26 верес. — № 105. — С. 18.
110. Пам'яті вченого й громадянина // Воля і Батьківщина. — Л., 2010. — № 3—4 (37—38/53—54). — С. 102—106.
111. До історії архіву Львівського університету // Львівська національна наукова бібліотека України імені В. Стефаника: історія і сучасність. Доповіді та повідомлення Міжнародної наукової конференції, Львів, 28-30 жовтня 2010 р. — Л., 2010. — С. 373—384.
112. Ярослав Дашкевич — дослідник історії козацтва // Національні інтереси. — Л., 2010. — Вип. 28. — С. 5—10.
113. Неодружений? Плати «бикове»! 520 років тому місто Лева звільнили від сплати будь-яких податків (інтерв'ю Ю. Курій) // Львівські новини. Безоплатна вкладка до газети «Експрес». — Л., 2010. — 9—16 груд. — С. 10.
114. Ото колись були судді! (інтерв'ю Х. Інжуватої) // Львівські новини. Безоплатна вкладка до газети «Експрес». — Л., 2010. — 16—23 груд. — С. 10.
115. Раритети для львівської бібліотеки (інтерв'ю Н. Дудко) // Ратуша. — 2010. — 23—29 груд. — № 50. — С. 5.
116. Витязь у шкірі лева: 746 років тому помер перший слов'янський король Данило Галицький (інтерв'ю Ю. Курій) // Львівські новини. Безоплатна вкладка до газети «Експрес». — Л., 2010. — 30 груд.—6 січ. — 2011. — С. 16.
117. Документи просвітян в архіві Львівського університету // «Просвіта». — оберіг незалежності та соборності України / Інститут українознавства ім. І. Крип'якевича НАН України. Відп. ред. Я. Ісаєвич. — Львів, 2010 (Україна: культурна спадщина, національна свідомість, державність. Зб. наук. праць. Вип. 19). — С. 636—643.
118. Із царем звірів через віки. 755 років тому король надав Львову право користуватися гербом із зображенням лева (інтерв'ю Ю. Курій) // Львівські новини. Безплатна вкладка до газети «Експрес». — Л., 2011. — 6—13 січ. 2011. — С. 20.
119. Грушевський М. Історія України-Руси. Географічний та етнічний покажчик. — Л., 2010. — 464 с. (наук. ред. лат. термінів).
120. Зона ЮНЕСКО: будувати чи заборонити? (інтерв'ю В. Михалика) // Інформатор. — 2011. — 4-11 січ. — № 1. — С. 21.
121. Зубрицький Д. Хроніка Ставропігійського братства (переклад, примітки). — Л.: Апріорі, 2011. — С. 57—296.
122. Сенсація: кордони України 1918 року зафіксовано на карті! (інтерв'ю Н. Дудко) // Ратуша. — 2011. — 3 лют. — Ч. 4 (1517). — С. 1, 16.
123. Галицька еліта: місія (не)здійсненна? (інтерв'ю А. Гринишин) // Інформатор. — Л., 2011. — 10—16 лют. — № 06 (133). — С. 8—9.
124. Про нашу сиву давнину (вода й водогони, джерела, водойми, басейни, криниці, водозбірники, фонтани, каналізація) // З роси і з води. До сто десятої річниці Львівводоканалу. 1901—2011. — Львів, 2011. — С. 50—111.
125. Уперше й у Львові! (інтерв'ю Ю. Курій) // Львівські новини. Безплатна вкладка до газети «Експрес». — 2011. — 17—24 лют. — № 17. — С. 8.